# テスカトリポカ (小惑星)
テスカトリポカ (1980 Tezcatlipoca) は、アモール群の小惑星である。
1950年6月19日に、パロマー天文台でアルバート・ウィルソンとオーケ・バールレンクイストが発見した。
アステカ神話で夜の暗闇を司るとされる神、テスカトリポカに因んで命名された。